# Martim Fernandes
Martim Moreira Moutinho Fernandes (Valongo, Oporto, Portugal, 18 de enero de 2006) es un futbolista portugués que juega de defensa en el F. C. Porto de la Primeira Liga.

## Trayectoria
Es un producto de la cantera del Valonguense, antes de pasar al F. C. Porto en 2017. El 18 de enero de 2022 firmó su primer contrato profesional con el Porto, inicialmente destinado a sus reservas. En mayo de 2022 debutó como profesional con el F. C. Porto "B" en una derrota por 1-0 en la Segunda División de Portugal ante el S. C. Covilhã, y con 16 años y seis meses fue el debutante más joven de la historia en la división. En agosto de 2022 due ascendido formalmente al filial del Porto. On 28 September 2023, he was named Porto's Young Athlete of the Year. El 11 de octubre de 2023 fue elegido por el diario inglés The Guardian como uno de los mejores jugadores del mundo nacidos en 2006.
El 20 de octubre de 2023 debutó con el equipo principal del Oporto, saliendo desde el banquillo en sustitución de João Mário en la segunda parte de la victoria a domicilio por 2-0 sobre el G. D. Vilar de Perdizes, en la tercera jornada de la Copa de Portugal.
Como el lateral derecho titular João Mário estaba lesionado, Fernandes fue elegido sorprendentemente por el entrenador Sérgio Conceição para sustituir a Mário en un importante partido contra su rival Sporting C. P., el 29 de abril. En el partido, Fernandes, de 18 años, debutó con el primer equipo en el lateral derecho y, en el minuto 4, se marchó en una larga carrera hacia delante, pisó a Morten Hjulmand, que se escurrió, y asistió a Pepê para que marcara el segundo gol del Porto en el empate a 2-2 en casa contra el Sporting. Su prometedor debut le llevó a ser titular en los restantes partidos de liga del Porto de la temporada, con la excepción de la final de la Copa de Portugal, el 26 de mayo, que el Porto ganó por 2-1 al Sporting.

## Selección nacional
Es internacional juvenil con Portugal. Formó parte de la Portugal sub-17 en el Campeonato Europeo Sub-17 de la UEFA 2019. En junio de 2023 fue convocado con la selección sub-19 de Portugal para el Campeonato Europeo de la UEFA Sub-19 2023, en el que quedaron subcampeones.

## Estadísticas

### Clubes
Actualizado al último partido disputado el 7 de noviembre de 2024.
| Club                     | Div.          | Temporada     | Liga  | Liga  | Liga   | Copas nacionales | Copas nacionales | Copas nacionales | Copas internacionales | Copas internacionales | Copas internacionales | Total | Total | Total  |
| Club                     | Div.          | Temporada     | Part. | Goles | Asist. | Part.            | Goles            | Asist.           | Part.                 | Goles                 | Asist.                | Part. | Goles | Asist. |
| ------------------------ | ------------- | ------------- | ----- | ----- | ------ | ---------------- | ---------------- | ---------------- | --------------------- | --------------------- | --------------------- | ----- | ----- | ------ |
| F. C. Porto "B" Portugal | 2.ª           | 2022-23       | 11    | 0     | 0      | ―                | ―                | ―                | ―                     | ―                     | ―                     | 11    | 0     | 0      |
| F. C. Porto "B" Portugal | 2.ª           | 2023-24       | 24    | 1     | 0      | ―                | ―                | ―                | ―                     | ―                     | ―                     | 24    | 1     | 0      |
| F. C. Porto "B" Portugal | Total club    | Total club    | 35    | 1     | 0      | 0                | 0                | 0                | 0                     | 0                     | 0                     | 35    | 1     | 0      |
| F. C. Porto Portugal     | 1.ª           | 2023-24       | 4     | 0     | 1      | 2                | 0                | 0                | 0                     | 0                     | 0                     | 6     | 0     | 1      |
| F. C. Porto Portugal     | 1.ª           | 2024-25       | 8     | 0     | 4      | 2                | 0                | 0                | 3                     | 0                     | 0                     | 13    | 0     | 4      |
| F. C. Porto Portugal     | Total club    | Total club    | 12    | 0     | 5      | 4                | 0                | 0                | 3                     | 0                     | 0                     | 19    | 0     | 5      |
| Total carrera            | Total carrera | Total carrera | 47    | 1     | 5      | 4                | 0                | 0                | 3                     | 0                     | 0                     | 54    | 1     | 5      |

## Palmarés

### Títulos nacionales
| Título                | Club        | País     | Año  |
| --------------------- | ----------- | -------- | ---- |
| Copa de Portugal      | F. C. Porto | Portugal | 2024 |
| Supercopa de Portugal | F. C. Porto | Portugal | 2024 |